# Äsketorp
Äsketorp är en ort i Förkärla socken i Ronneby kommun i Blekinge län. Orten klassades 1995 som en småort  omfattande 17 hektar med 52 invånare.